# Båtbyggnad

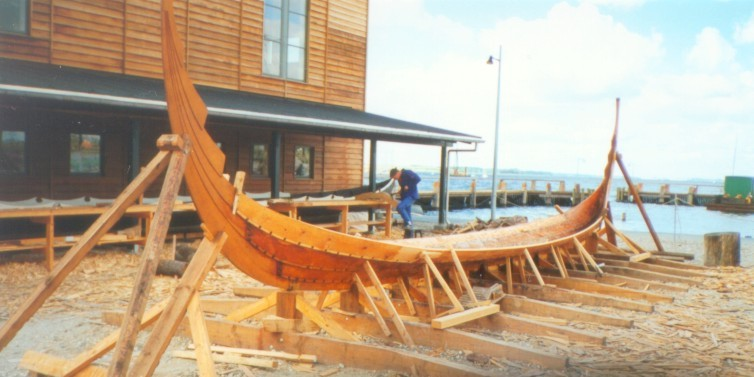
Nybygge av ett vikingatida skepp

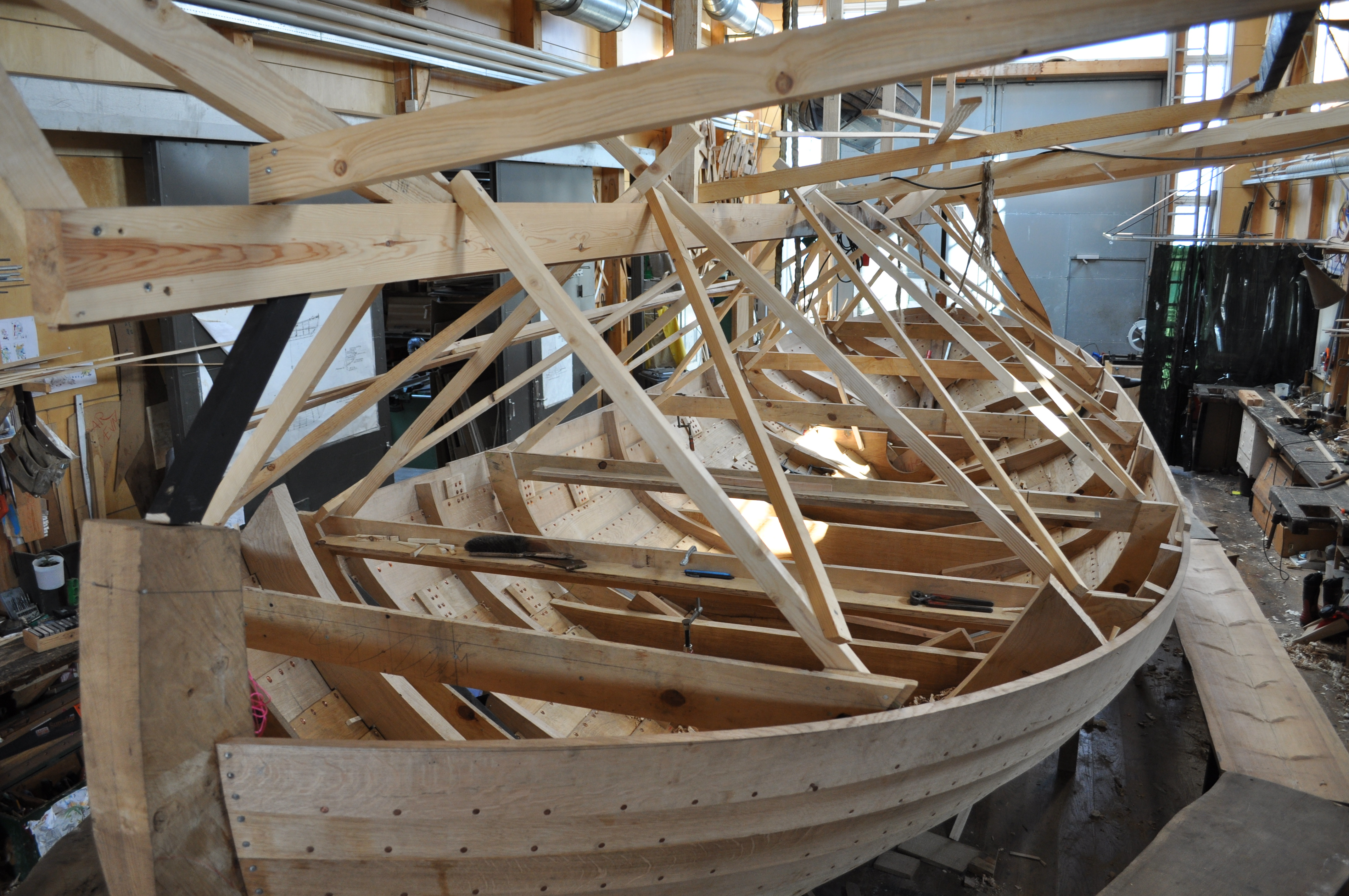
Båt under byggnad vikingaskeppsmuseet

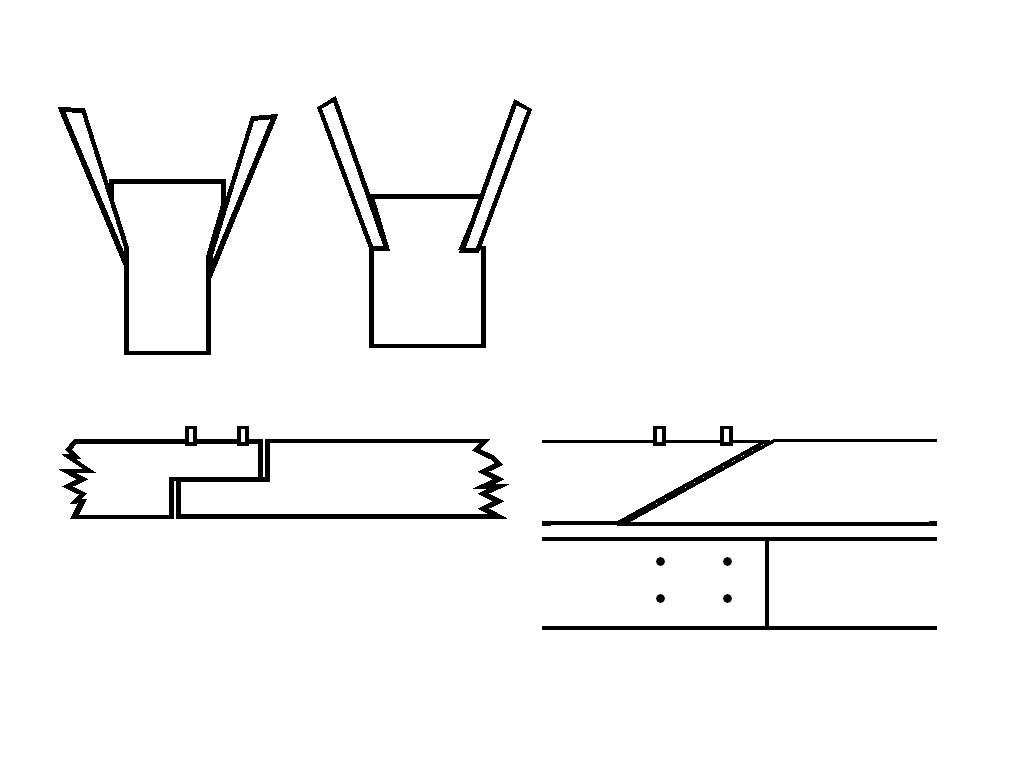
Köl med lask

Båtbyggnad är konsten att bygga båtar och andra farkoster för transport över hav och sjö. Båtbyggnadens utveckling har mycket gemensamt med den tidiga skeppsbyggnadens grundläggande utveckling i teknik och material. Människans nyfikenhet har gjort oss till båtbyggare och sjömän.

## Träbåt
Båtar byggda av huvudsak trä har en lång tradition och finns på alla världens kontinenter. De första båtarna med ett skrov av trä var av typen stockbåt, senare kom äspingen som man hade förhöjt med ett bord. Björkebåten funnen i Hille är en ursprunglig stockbåt som har förhöjd bordläggning samt stäv.  Den funna hjortspringbåten är ett exempel från tidig skandinavisk båtbyggnad. Senare exempel är nydamskeppet samt något senare de vikingatida skeppen.
Vikingarnas långskepp och deras resor har blivit mycket omskrivna. Träbåten, från dess tidiga ursprung, har varit förebild för senare båtbyggeri. Metoder och tillvägagångssätt är i princip desamma än in i modern tid. Träbåtens uppbyggnad kan skilja sig en del från ett träskepps uppbyggnad men är i princip densamma. Bordläggningen kan vara utförd i klink, som i Skandinaven var det äldsta sättet att bordlägga en båt. Bordplankorna ligger om lott med viss överlappning, lannet. Det undre bordet har nästa bord över utanpå. Klinkbordläggning byggs i huvudsak på mallar, men en del båtbyggare bygger utan mallar och kan ge båten mer variationer för olika användning. Borden skarvas med laskar som kan se ut på olika sätt, det troligen äldsta är att sätta ett stycke trä som förband vid skarven.
Kravell byggs med spanten som mallar och fästes med skruv eller spik, skarvas på längden med lask, (laskning). På träfartyg i kravell byggs bordläggningen med ett kilformat nåt för att drevas. I modern kravellbordläggning är borden inpassade till varandra med hyvel eller handfräs till en exakt tät passning och sammanfogade med lim till ett starkt skrov. Läktkravell utförs med lika breda läkt som har skålade kanter som spikas och limmas i kant mot varandra. Kölen, tillsammans med stävar eller akterspegel och bottenstockar med spanten och däcksbalkar bildar en båts skelett.
Kölen kan vara skarvad på längden med haklask. Bottenstockarna, oftast av ek, är fästa i underliggande kölen. Sambord benämnes bordgång eller plankor. Den första bordgången är oftast av grövre dimension än resterade bord. Bordgången över sambord benämns sandbord i en träbåt eller ett träfartyg. Knä eller knän benämns de vinklar av massivt trä som utgör förstärkningar mellan köl respektive stäv eller akterspegel i träbåtar eller träfartyg. Skott benämns även tvärskott eller längsskott. De utgör de inre vertikala väggar och förstärkningar i båtar och fartyg, somliga är vattentäta skott. Dödträ benämns det massiva trä som finns under kölen på en segelbåt för att fästa kölen mot. Dödträ utgör en utfyllnad mellan barlastkölen och båtens köl.

## Skinnbåtar
Båtar som har en spantkonstruktion som är klädda med skinn är exempelvis eskimåernas umiak eller kajaker samt curragh.

## Barkbåtar
De nordamerikanska indianerna klädde en spantkonstruktion med björknäver vid byggande av de ursprungliga kanadensarena.

## Plastbåt
En båt, som tillverkas i glasfiberarmerad polyester benämns i vardagslag plastbåt.
Denna är den mest använda tillverkningsmetoden av olika industriella metoder för att bygga plastbåtar. Båtens detaljer gjuts eller lamineras i en form, som i sin tur är gjuten av en schablonplugg. Pluggen är en modell av det tänkta båtskrov eller däck eller andra detaljer som man önskar tillverka. Formen är vaxad och behandlad med släppmedel för att den färdiga produkten ska släppa. Formen appliceras med gelcoat i önskad kulör, varefter flytande polyester och glasfiber bearbetas lager efter lager tills önskad tjocklek av det färdiga alstret är uppnådd.
När gjutningen är klar lossas den färdiga produkten från formen, och båtens färdigställande kan påbörjas i och med att däck och skrov monteras ihop. Invändiga förstärkningar i skrov och däck samt eventuell motorbädd lamineras in, varefter övrig inredning monteras samt övriga installationer sker. En annan metod är att bygga upp plastbåtens skrov med ett distansmaterial, divinycell, med glasfiber och polyester på båda sidor. Det här sättet är mest förekommande vid one off-byggen av större båtar, eller när den första båten till en framtida serietillverkning, den så kallade pluggen, tillverkas. Det har tillverkats båtar som är längre än 50 meter med den här metoden.
Ett av de bättre argumenten, när de första plastbåtarna tillverkades, var att få en underhållsfri båt, men det har visat sig att även plastbåten åldras. Gelcoaten ändrar nyans och blir matt, i vissa fall måste den ersättas med en ny ytbehandling. Även laminat invändigt som inte är tillräckligt ytbehandlat kan få fuktskador med följskador vid frost. Viktigt vid underhåll är att polera och vaxa gelcoat och även se till att vatten eller fukt inte kan tränga in i laminatet vid beslag och dylikt. I och med plastbåtens intåg fick den nutida människan tillgång att komma ut på sjö och hav, något som tidigare endast var förunnat fiskare och skärgårdsbefolkning. Plastbåten har en framtida miljöaspekt när den är uttjänt och ska gå till återvinning. Även när vid tillverkningen och underhållet är plastbåten att beakta som en större arbetsmiljöfråga.

## Kallbakad faner
Kallbakad faner är en metod att tillverka en båt i limmad faner.
Metoden består i att båtbyggaren tillverkar ett mallställ som kläs glest med ribbor varefter faner läggs diagonalt från köl till reling i flera lager korsvis mot varandra, samt limmas med epoxi. Det sista yttre lagret fanér läggs och limmas längs med båten för att efterlikna kravell, varefter hela ytan bestryks med epoxi. Skott och inredning av plywood fästs med glasfiber och epoxi.

## Plywoodbåt
Plywood är en träskiva av faner limmade i kryss med vattenfast lim under tryck och värme i pressar, ett annat namn för denna produkt är kryssfaner. Det har byggts segelbåtar respektive motorbåtar i skivor av vattenfast plywood, något som kännetecknar dessa båtbyggen är skarpa slag, det vill säga vinkeln mellan botten och båtens sidor. Bordläggning av en plywoodbåt görs på en kölresning och dess spantstomme. Plywood är ett mycket använt material till all inombords inredning samt skott i all slags båtbyggnad.

## Aluminiumbåt
Aluminiumbåtar är tillverkade av sammanfogade aluminiumplåtar. De tidiga aluminiumbåtarnas plåtar var sammanfogade genom nitning, men numera är svetsning vanligare.
I början av -80-talet togs en metod fram som innebar att aluminiumprofiler kunde fasas på ena sidan och sedan
sammanfogas till ett skrov, fogarna helsvetsade därefter. Metoden innebar att aluminiumskrov i mindre serier kunde tillverkas med
rundade skrovformer.

## Stålbåt
stål är båtar som är byggda av stålplåtar som fogas tillsamman. De tidigare stålbåtarna var sammanfogade genom nitning av plåtarna till varandra och spant.

## Betongbåt
Ferrocement, armerad betong, används vid byggandet av betongbåtar. "Ferro" kommer från latinets "ferrus" som betyder järn. Armering och stålnät fixeras tillsammans till skrovets form varefter betong sprutas och eller putsas in i armeringen.

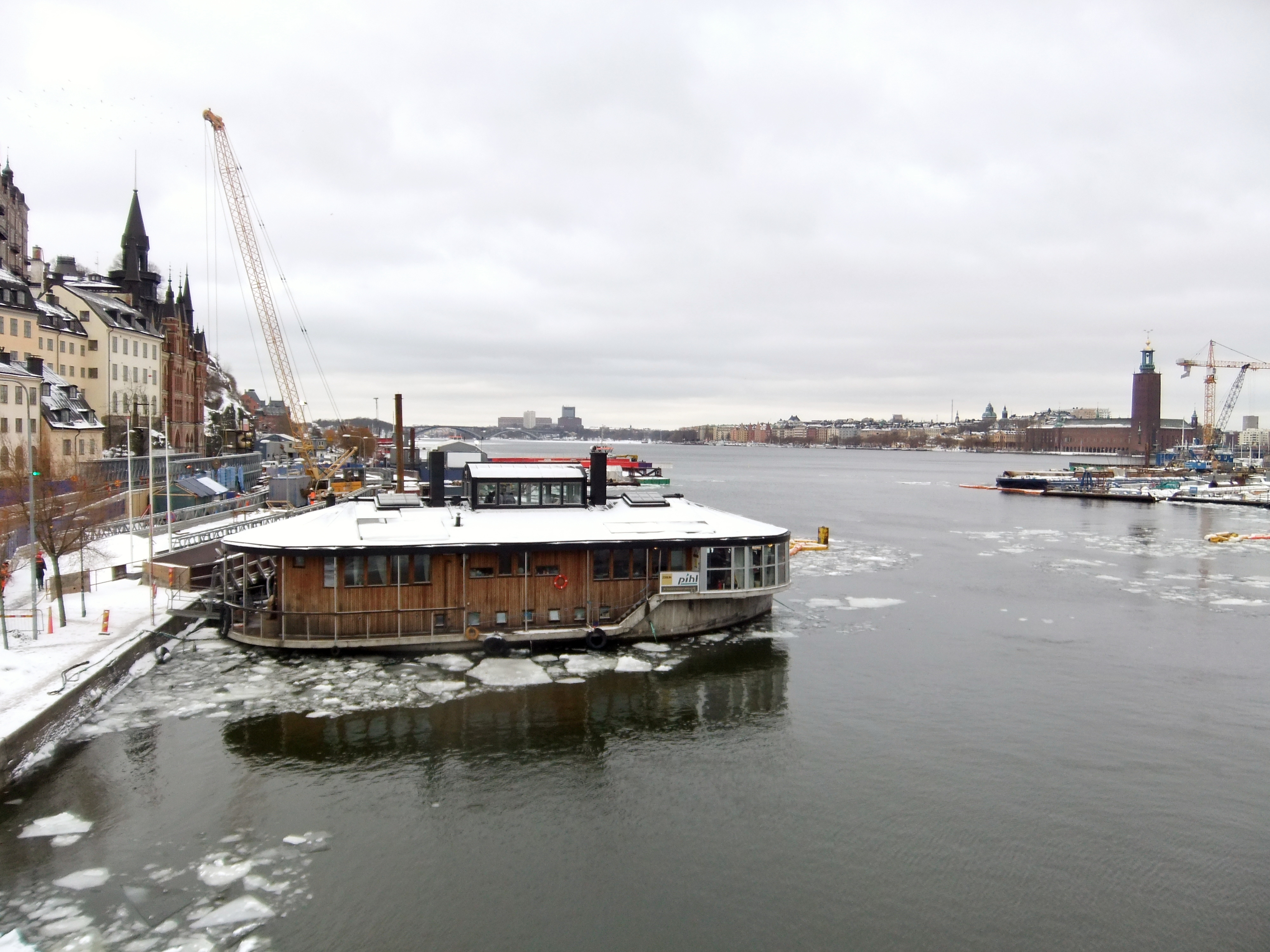
Betongbåt som tjänar som kontor vid ett tunnelbygge under Riddarfjärden, i Stockholm
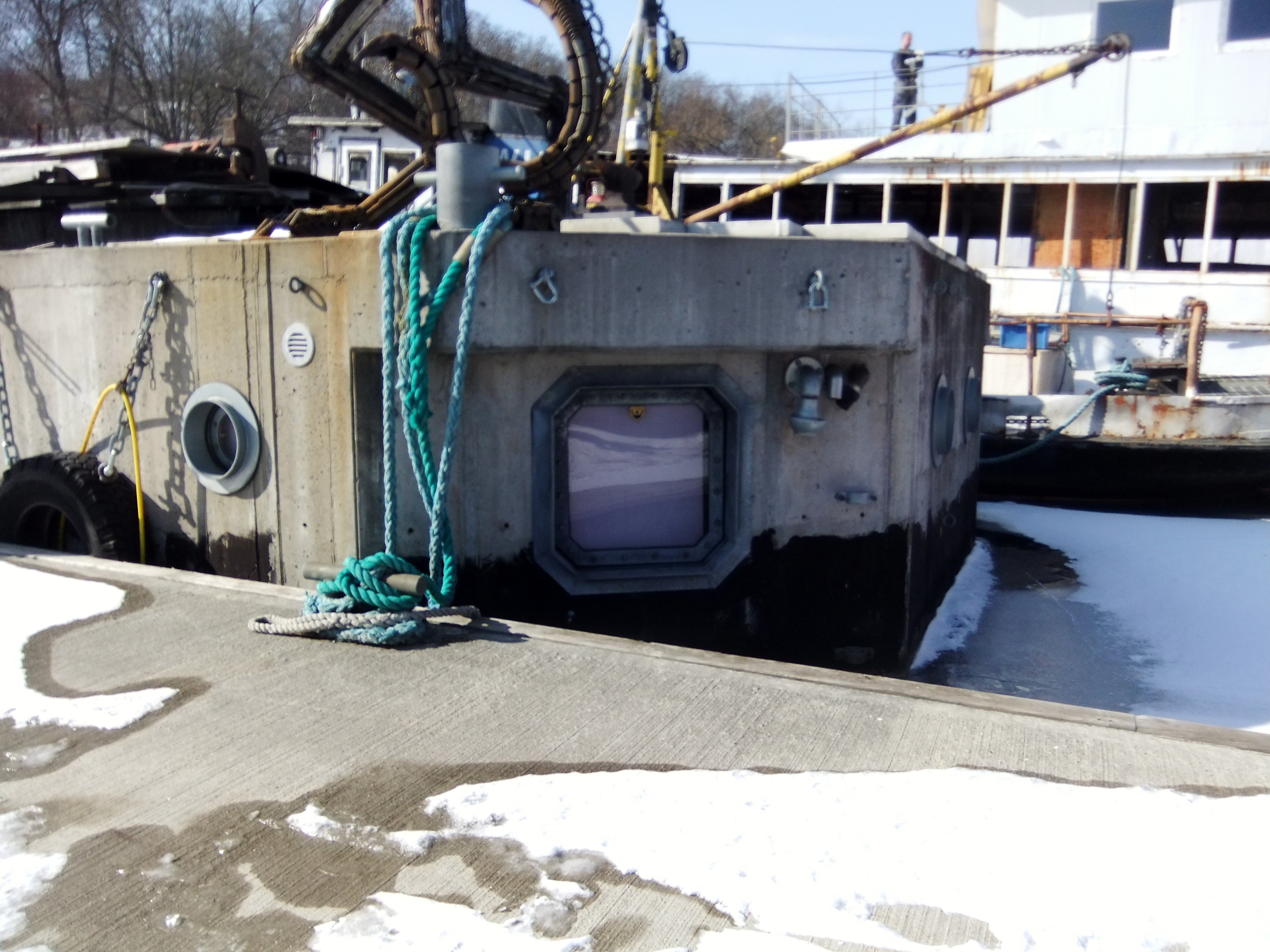
Betongbåt vid Riddarfjärden, i Stockholm
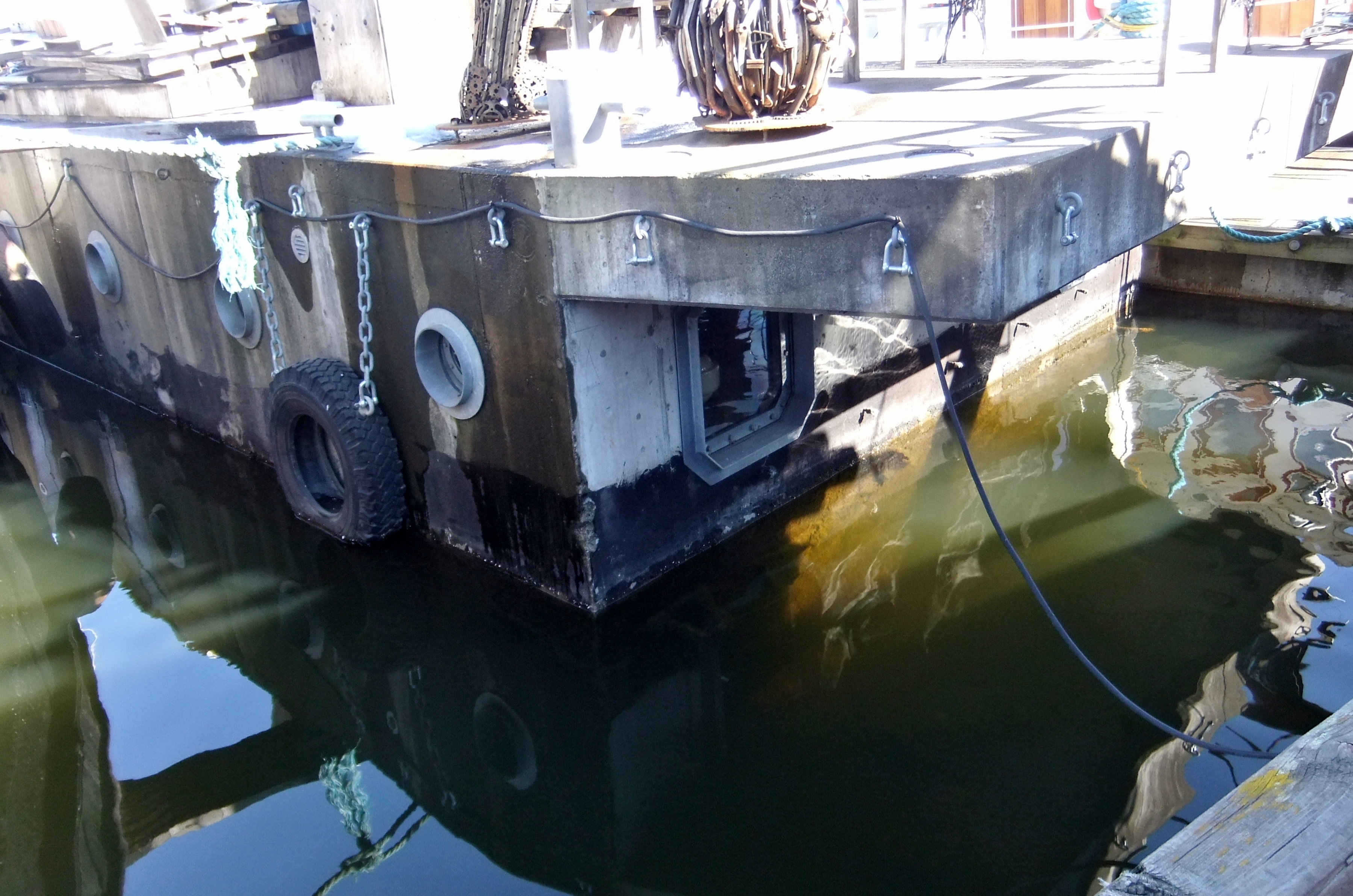
Samma båt som till vänster

## RIBbåt
RIB